# 892

## Починали
- Ал Белазури, арабски историк